# Elko, British Columbia
Elko är en ort i Kanada.   Den ligger i provinsen British Columbia, i den södra delen av landet, 3 000 km väster om huvudstaden Ottawa. Elko ligger 920 meter över havet och antalet invånare är 163.
Terrängen runt Elko är varierad. Trakten runt Elko är nära nog obefolkad, med mindre än två invånare per kvadratkilometer.. Det finns inga andra samhällen i närheten.
I omgivningarna runt Elko växer i huvudsak barrskog.